# Telera - Acumuer
Telera - Acumuer este o arie protejată (arie specială de conservare — SAC, sit de importanță comunitară — SCI) din Spania întinsă pe o suprafață de 5.552,79 ha, integral pe uscat.

## Localizare
Centrul sitului Telera - Acumuer este situat la coordonatele 42°37′23″N 0°21′34″W / 42.6231°N 0.35944°V.

## Înființare
Situl Telera - Acumuer a fost declarat sit de importanță comunitară în mai 2000 pentru a proteja 8 specii de animale. Situl a fost protejat și ca arie specială de conservare în februarie 2021.

## Biodiversitate
Situată în ecoregiunile alpină și mediteraneană, aria protejată conține 17 habitate naturale: Galerii de Salix alba și de Populus alba, Lande oro-mediteraneene cu formațiuni endemice de grozamă, Fânețe de joasă altitudine (Alopecurus pratensis, Sanguisorba officinalis), Grohotișuri termofile și vest-mediteraneene, Pajiști silicioase din Pirinei cu Festuca eskia, Păduri iberice de Quercus faginea și Quercus canariensis, Păduri de Quercus ilex și Quercus rotundifolia, Mlaștini alcaline, Mlaștini turboase de tranziție și turbării mișcătoare, Formațiuni de Juniperus communis pe lande sau pajiști calcaroase, Pante stâncoase calcaroase cu vegetație casmofită, Păduri pe pante, grohotișuri și ravene de Tilio-Acerion, Pajiști alpine și subalpine calcaroase, Râuri de munte și vegetația lor lemnoasă cu Salix elaeagnos, Păduri montane și subalpine de Pinus uncinata (* dezvoltate pe substrat gipsos sau calcaros), Pajiști uscate seminaturale și facies de acoperire cu tufișuri pe substraturi calcaroase (Festuco-Brometalia) (* situri importante pentru orhidee), Păduri de fag din Europa Centrală dezvoltate pe sol calcaros cu Cephalanthero-Fagion.
La baza desemnării sitului se află mai multe specii protejate:
- mamifere (3): vidră de râu (Lutra lutra), liliacul mediteranean cu potcoavă (Rhinolophus euryale), liliacul mic cu potcoavă (Rhinolophus hipposideros)
- nevertebrate (4): fluturele de noapte (Eriogaster catax), Graellsia isabellae, rădașcă (Lucanus cervus), Rosalia alpina
- pești (1): Parachondrostoma miegii

Pe lângă speciile protejate, pe teritoriul sitului au mai fost identificate 20 de specii de plante, 29 de specii de păsări, 6 specii de amfibieni, 5 specii de mamifere, 2 specii de nevertebrate, 2 specii de pești, 1 specie de reptile.